# Preptothauma
Preptothauma é um gênero de mariposa pertencente à família Bombycidae.